# Innensenator
Ein Innensenator ist der Leiter desjenigen Ressorts der Landesregierungen in den Bundesländern Berlin, Bremen und Hamburg – in denen die Landeskabinette den Namen Senat tragen –, das für Inneres zuständig ist. Der Innensenator ist damit der Innenminister des jeweiligen Landes.
Die entsprechende oberste Landesbehörde nennt sich in Berlin Senatsverwaltung für Inneres und Sport, in Bremen Der Senator für Inneres und in Hamburg Behörde für Inneres und Sport.